# يونس الفارحي
يونس الفارحي ممثل، منتج ومخرج تونسي، ولد في معتمدية الماجل بلعباس من ولاية الڨصرين. اشتهر بالكثير من المسلسلات التي اخرجها مثل مسلسل نسيبتي العزيزة. واستطاع أن يكسب حب الجمهور التونسي من خلال خفة دمه وفكاهته من خلال مسلسل نسيبتي العزيزة في أجزائه كاملة، كما قام بأدوار مهمة مثل لزهر عروش في مسلسل حسابات و عقابات و دور كانوليكا في مسلسل عاشق السراب.

## السينما
اشتهر في السينما أيضا في أعمال كثيرة وعمل مخرج ومنتج و كاتب الأفلام سينمائية.

## من مسلسلاته
- نسيبتي العزيزة (في دور ببوشة)
- دار الوزير (في دور البستاني ضو)
- حسابات وعقابات (في دور لزهر عروش)
- أخوة وزمان (في دور محمد علي)
- عاشق السراب (في دور كانوليكا)
- قمرة سيدي المحروس (في دور مقداد)
- الزعيمان (في دور حقي شيناص)

## النقد
تلقى يونس الفارحي نقدا كبير من المتابعين لمسلسل نسيبتي العزيزة بسبب السيناريو الساخر من لهجة المناطق الداخلية، وذلك في دور ببوشة الذي أداه، إضافة إلى كتابته للسيناريو، واستدعاءه لممثلين في المسلسل بلهجة مبالغة في الريفية على غراره خميسه ووالديها.

## روابط خارجية
- يونس الفارحي على موقع IMDb (الإنجليزية)
- يونس الفارحي على موقع قاعدة بيانات الأفلام العربية
- يونس الفارحي على موقع ألو سيني (الفرنسية)
- يونس الفارحي على موقع أول موفي (الإنجليزية)
- يونس الفارحي على موقع كينوبويسك (الروسية)

## مواضيع ذات صلة
- منى نور الدين
- الأمين النهدي